# Fischer Nunatak
Fischer Nunatak är en nunatak i Antarktis. Den ligger i Östantarktis. Australien gör anspråk på området. Toppen på Fischer Nunatak är 750 meter över havet.
Terrängen runt Fischer Nunatak är platt åt sydost, men åt nordväst är den kuperad. Trakten är glest befolkad. Närmaste befolkade plats är Mawson Station, 16,3 kilometer nordväst om Fischer Nunatak. 